# Florin Stângă
Florin Cornel Stângă (sinh ngày 22 tháng 6 năm 1978, Brașov) là một cầu thủ bóng đá người România, hiện tại là cầu thủ và huấn luyện viên của SR Brașov.